# ЗПУ-4
ЗПУ-4 — 14,5-мм зенитная установка счетверённых пулемётов КПВ. Предназначена для поражения целей на высоте до 1500 метров. Возможно применение по наземным целям, в том числе по легкобронированной технике и живой силе. Скорострельность — 600 выстрелов в минуту на ствол (2400 выст/мин суммарная). Масса установки — 2,1 тонны.
Установка создавались на базе 14,5-мм крупнокалиберного пулемёта С. В. Владимирова с дальностью стрельбы до 2000 метров.

## История

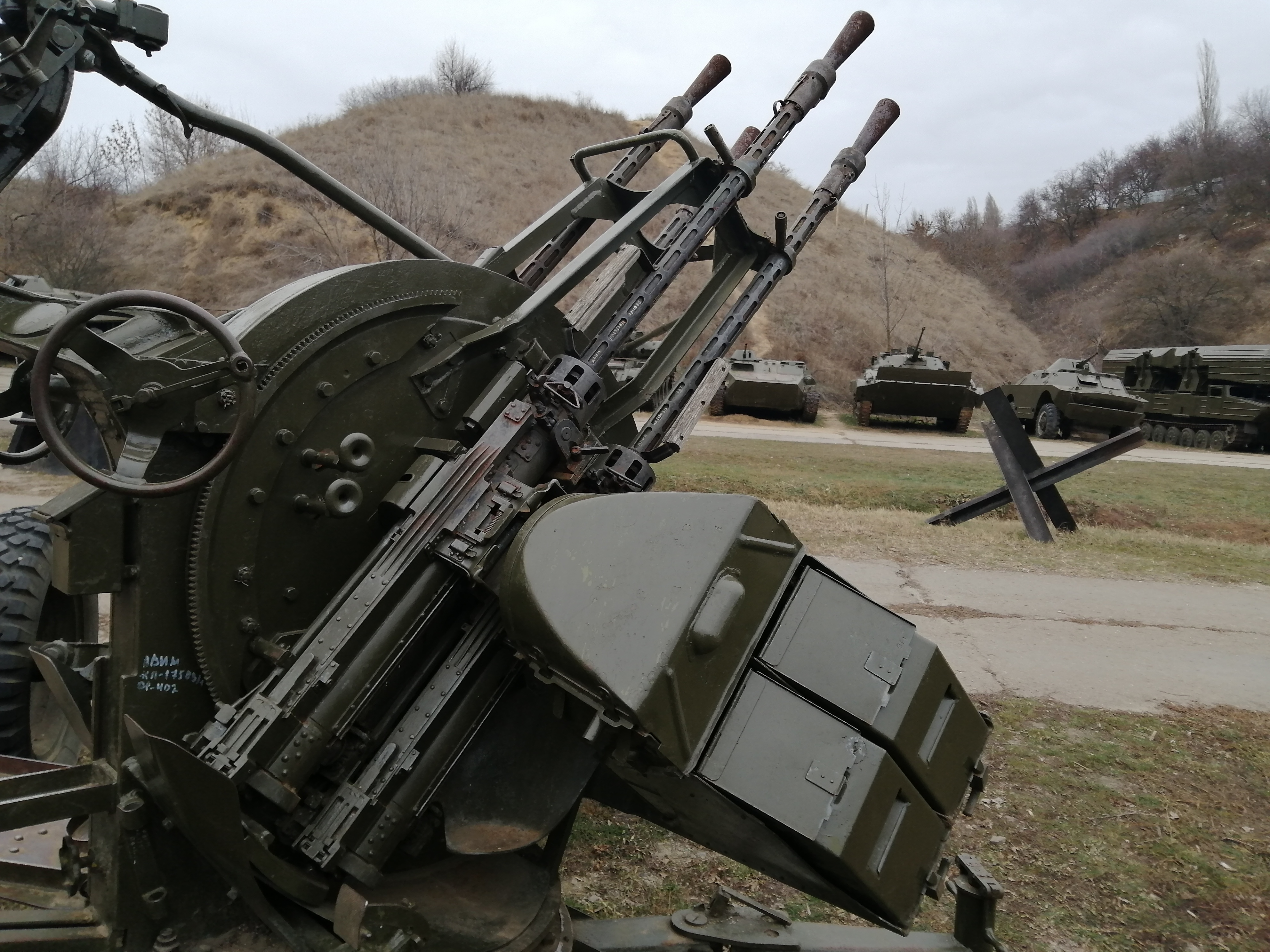
14,5-мм пулемёты КПВ установленные на ЗПУ-4.

Разработка счетверенной установки ЗПУ-4 была начата в 1945 году на конкурсных началах заводом № 2 и ОКБ-43. Предварительные испытания ЗПУ-4 конструкции И. С. Лещинского (завод № 2) показали её преимущества над установкой ОКБ-43. После доработки по результатам испытаний ЗПУ-4 И. С. Лещинского была повторно испытана на Донгузском полигоне в 1946 году. В августе-сентябре 1948 года она прошла войсковые испытания и была принята на вооружение в 1949 году.
Применялась советскими войсками при подавлении Венгерского восстания 1956 года, в ходе событий 1968 года в Чехословакии, а также в войне в Афганистане (1979—1989), где её часто устанавливали на грузовиках. Применялась и правительственными силами, и повстанцами в гражданской войне в Ливии 2011 года. Сегодня ЗПУ-4, установленная в кузове легкого грузового автомобиля, используется правительственной армией Сирии против боевиков.
В российской армии ЗПУ-4 сменила более мощная спаренная артустановка ЗУ-23-2.

## Операторы

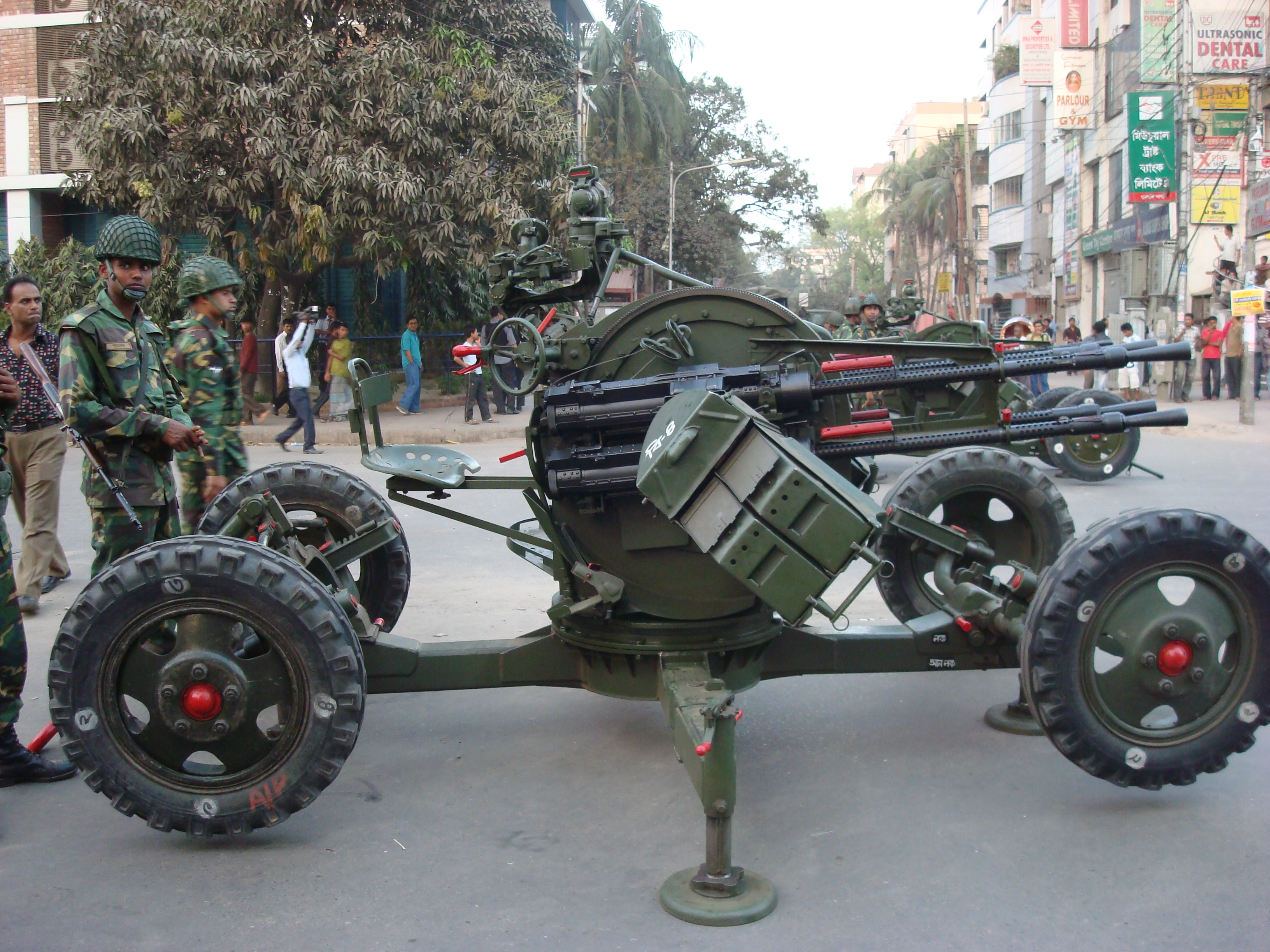
Бангладешская ЗПУ-4 в Дакке в 2009 году.

- Алжир — 40 по состоянию на 2018 год[1]
- Ангола — некоторое количество по состоянию на 2018 год[2]
- Бангладеш — количество неизвестно, возможно, использовалась во время бунта пограничников.
- Бурунди — 15 по состоянию на 2018 год[3]
- Габон — 14 по состоянию на 2018 год[4]
- Гана — 2 по состоянию на 2018 год[5]
- ДР Конго — некоторое количество по состоянию на 2018 год[6]
- Египет — 300 по состоянию на 2018 год[7]
- Зимбабве — некоторое количество по состоянию на 2018 год[8]
- Иран — некоторое количество по состоянию на 2018 год[9]
- Камбоджа — 100 по состоянию на 2018 год[10]
- Конго — некоторое количество по состоянию на 2021 год[11]
- КНДР — некоторое количество по состоянию на 2018 год[12]
- Лаос — некоторое количество по состоянию на 2018 год[13]
- Мавритания — 12 по состоянию на 2018 год[14]
- Мадагаскар — 50 по состоянию на 2018 год[15]
- Малави — 40 по состоянию на 2018 год[16]
- Марокко — 20 по состоянию на 2018 год[17]
- Монголия — некоторое количество по состоянию на 2018 год[18]
- Намибия — 40 по состоянию на 2018 год[19]
- Непал — 30 Тип 56[20] по состоянию на 2018 год[21]
- Сейшельские острова — некоторое количество, боеспособность неизвестна по состоянию на 2018 год[22]
- Сенегал — некоторое количество по состоянию на 2018 год[23]
- Сирия — некоторое количество на вооружении Сирийских демократических сил и Euphrates Shield Forces по состоянию на 2018 год[24]
- Судан — некоторое количество по состоянию на 2018 год[25]
- Танзания — некоторое количество по состоянию на 2018 год[26]
- Того — 38 по состоянию на 2018 год[27]
- Уганда — некоторое количество по состоянию на 2018 год[28]
- ЦАР — некоторое количество по состоянию на 2018 год[29]
- Чад — некоторое количество, по состоянию на 2018 год[30]
- Южный Судан — некоторое количество по состоянию на 2018 год[31]

### Бывшие
- СССР
- Латвия — 2 ЗПУ-4, по состоянию на 2007 год[32]
- Мальта — 50 ЗПУ-4, по состоянию на 2007 год[33]
- Мьянма — ранее имелась на вооружении (представлена в музее национальной армии)
- Панама — некоторое количество, по состоянию на 1989 год
- Украина — по состоянию на 15 августа 2011 года, на хранении[34]

## Где можно увидеть
| Страна | Место нахождения                                                            | Изображение |
| ------ | --------------------------------------------------------------------------- | ----------- |
| Россия | Аксай, Ростовская область. Военно-исторический комплекс имени Н. Д. Гулаева |             |
| Россия | Артиллерийский музей Санкт-Петербург                                        |             |
| Россия | Технический музей в Тольятти                                                |             |

## ЗПУ-4 в кинематографе
- Установка ЗПУ-4 фигурирует в фильме «А зори здесь тихие», несмотря на то, что она была принята на вооружение только через четыре года после окончания войны.
- ЗПУ-4 несколько раз встречалась в серии фильмов «Неудержимые».
- Также ЗПУ-4 встречается в игре «Call of Duty 4: Modern Warfare». Однако она играет роль вражеской ЗПУ и не может использоваться игроком.